# Leck mich am A, B, Zeh
Leck mich am A, B, Zeh ist ein Lied der deutschen Girlgroup Tic Tac Toe aus dem Jahr 1996.

## Entstehung und Veröffentlichung
Geschrieben wurde das Lied von den drei Tic-Tac-Toe-Mitgliedern Marlene Tackenberg, Ricarda Wältken und Liane Wiegelmann, zusammen mit den Koautoren Torsten Börger und Claudia Wohlfromm. Börger zeichnete zudem für die Produktion verantwortlich.
Die Erstveröffentlichung von Leck mich am A, B, Zeh erfolgte am 15. April 1996 als Teil von Tic Tac Toe bei RCA Records, dem selbstbetitelten Debütalbum der Band (Katalognummer: 74321 31375 2). Am 22. Juli 1996 erschien das Lied als dritte Singleauskopplung aus dem Album. Diese erschien als 12″-Maxi-Single (Katalognummer: 74321 38670 1) und CD-Maxi-Single (Katalognummer: 74321 38670 2) mit je vier verschiedenen Versionen des Liedes. Beide Singleausführungen umfassen dieselbe Titelliste, nur in verschiedener Anordnung.

## Inhalt
Der Liedtext thematisiert das Thema AIDS und fordert zum Benutzen von Kondomen zum Schutz vor der Krankheit auf („Denn zieht sich jetzt der Pillermann nicht sofort einen Gummi an.“).

„Leck mich am A, A.

Leck mich am B, B.

Leck mich am Zeh, Zeh.

Und dann geh’, wohin du willst.“

## Musikvideo
Das dazugehörige Musikvideo zählte bis Oktober 2024 über 2,5 Millionen Aufrufe auf der Videoplattform YouTube.

## Chartplatzierungen
| ChartsChartplatzierungen | Höchstplatzierung | Wochen |
| ------------------------ | ----------------- | ------ |
| Deutschland (GfK)        | 21 (14 Wo.)       | 14     |
| Schweiz (IFPI)           | 18 (8 Wo.)        | 8      |